# Mont Lady MacDonald
Le mont Lady MacDonald (Mount Lady MacDonald, en anglais) est une montagne située dans la Bow Valley du parc national de Banff en Alberta, au Canada, proche de la ville de Canmore.
La montagne a été nommée en 1886 éponyme à Susan Agnes Macdonald, femme de Sir John A. Macdonald, le premier ministre du Canada.